# Caryophyllia zanzibarensis
Caryophyllia zanzibarensis is een rifkoralensoort uit de familie Caryophylliidae. De wetenschappelijke naam van de soort is voor het eerst geldig gepubliceerd in 1984 door Zou.